# Psaume 17 (16)

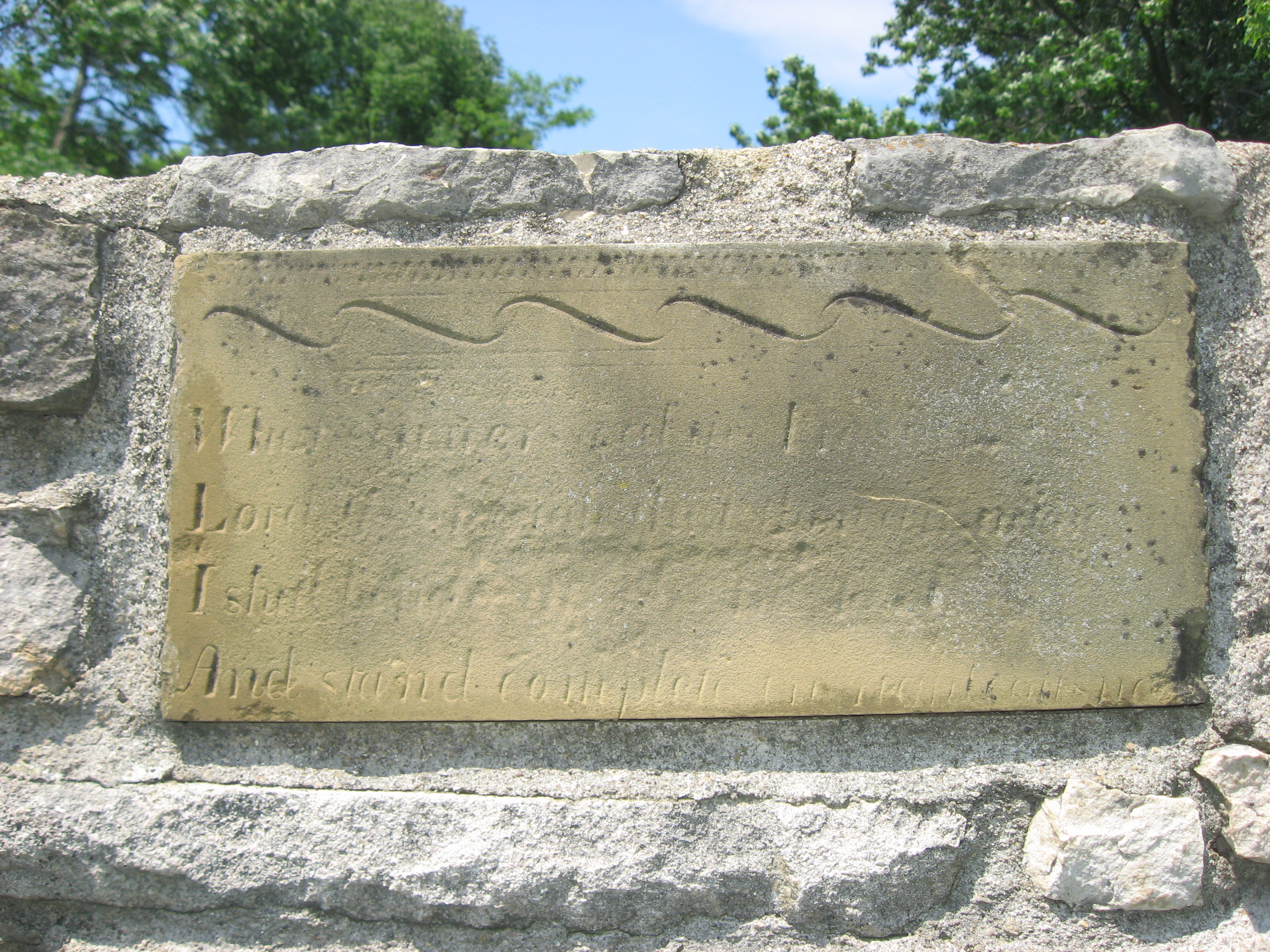
Sur une plaque du cimetière de Dublin, aux États-Unis, une adaptation en anglais du verset 15 du psaume 17.

Le psaume 17 (16 selon la numérotation grecque) est attribué à David.

## Texte
N.B. S’il y a conflit de numérotation des versets entre l’hébreu et le latin, c’est l’original hébreu qui prévaut et la traduction française le suit. Par contre, le latin ne se plie pas à la numérotation affichée. Les numéros de versets s'appliquent au texte latin, mais la traduction est décalée par endroits.
| verset | original hébreu                                                                                      | traduction française de Louis Segond | Vulgate latine |
| ------ | --- | --- | --- |
| 1      | תְּפִלָּה, לְדָוִד:שִׁמְעָה יְהוָה, צֶדֶק-- הַקְשִׁיבָה רִנָּתִי, הַאֲזִינָה תְפִלָּתִי;בְּלֹא, שִׂפְתֵי מִרְמָה                                 | [Prière de David.] Éternel ! écoute la droiture, sois attentif à mes cris, prête l’oreille à ma prière faite avec des lèvres sans tromperie !                                                                                 | [Oratio David] Exaudi Domine iustitiam meam intende deprecationem meam auribus percipe orationem meam non in labiis dolosis                                                              |
| 2      | מִלְּפָנֶיךָ, מִשְׁפָּטִי יֵצֵא; עֵינֶיךָ, תֶּחֱזֶינָה מֵישָׁרִים                                                              | Que ma justice paraisse devant ta face, que tes yeux contemplent mon intégrité ! | De vultu tuo iudicium meum prodeat oculi tui videant aequitates |
| 3      | בָּחַנְתָּ לִבִּי, פָּקַדְתָּ לַּיְלָה-- צְרַפְתַּנִי בַל-תִּמְצָא;זַמֹּתִי, בַּל-יַעֲבָר-פִּי                                                | Si tu sondes mon cœur, si tu le visites la nuit, si tu m’éprouves, tu ne trouveras rien : Ma pensée n’est pas autre que ce qui sort de ma bouche.                                                                             | Probasti cor meum visitasti nocte igne me examinasti et non est inventa in me iniquitas                                                                                                  |
| 4      | לִפְעֻלּוֹת אָדָם, בִּדְבַר שְׂפָתֶיךָ-- אֲנִי שָׁמַרְתִּי, אָרְחוֹת פָּרִיץ                                                       | À la vue des actions des hommes, fidèle à la parole de tes lèvres, je me tiens en garde contre la voie des violents ; | Ut non loquatur os meum opera hominum propter verba labiorum tuorum ego custodivi vias duras                                                                                             |
| 5      | תָּמֹךְ אֲשֻׁרַי, בְּמַעְגְּלוֹתֶיךָ; בַּל-נָמוֹטּוּ פְעָמָי                                                                   | Mes pas sont fermes dans tes sentiers, mes pieds ne chancellent point. | Perfice gressus meos in semitis tuis ut non moveantur vestigia mea |
| 6      | אֲנִי-קְרָאתִיךָ כִי-תַעֲנֵנִי אֵל; הַט-אָזְנְךָ לִי, שְׁמַע אִמְרָתִי                                                        | Je t’invoque, car tu m’exauces, ô Dieu ! Incline vers moi ton oreille, écoute ma parole ! | Ego clamavi quoniam exaudisti me Deus inclina aurem tuam mihi et exaudi verba mea |
| 7      | הַפְלֵה חֲסָדֶיךָ, מוֹשִׁיעַ חוֹסִים-- מִמִּתְקוֹמְמִים, בִּימִינֶךָ                                                          | Signale ta bonté, toi qui sauves ceux qui cherchent un refuge, et qui par ta droite les délivres de leurs adversaires ! | Mirifica misericordias tuas qui salvos facis sperantes in te |
| 8      | שָׁמְרֵנִי, כְּאִישׁוֹן בַּת-עָיִן; בְּצֵל כְּנָפֶיךָ, תַּסְתִּירֵנִי                                                             | Garde-moi comme la prunelle de l’œil ; protège-moi, à l’ombre de tes ailes, | A resistentibus dexterae tuae custodi me ut pupillam oculi sub umbra alarum tuarum proteges me                                                                                           |
| 9      | מִפְּנֵי רְשָׁעִים, זוּ שַׁדּוּנִי; אֹיְבַי בְּנֶפֶשׁ, יַקִּיפוּ עָלָי                                                           | Contre les méchants qui me persécutent, contre mes ennemis acharnés qui m’enveloppent. | A facie impiorum qui me adflixerunt inimici mei animam meam circumdederunt super me ; |
| 10     | חֶלְבָּמוֹ סָּגְרוּ; פִּימוֹ, דִּבְּרוּ בְגֵאוּת                                                                         | Ils ferment leurs entrailles, ils ont à la bouche des paroles hautaines. | Adipem suum concluserunt os eorum locutum est superbia |
| 11     | אַשֻּׁרֵינוּ, עַתָּה סבבוני (סְבָבוּנוּ); עֵינֵיהֶם יָשִׁיתוּ, לִנְטוֹת בָּאָרֶץ                                                | Ils sont sur nos pas, déjà ils nous entourent, ils nous épient pour nous terrasser. | Proicientes me nunc circumdederunt me oculos suos statuerunt declinare in terram |
| 12     | דִּמְיֹנוֹ--כְּאַרְיֵה, יִכְסוֹף לִטְרֹף; וְכִכְפִיר, יֹשֵׁב בְּמִסְתָּרִים                                                        | On dirait un lion avide de déchirer, un lionceau aux aguets dans son repaire. | Susceperunt me sicut leo paratus ad praedam et sicut catulus leonis habitans in abditis                                                                                                  |
| 13     | קוּמָה יְהוָה-- קַדְּמָה פָנָיו, הַכְרִיעֵהוּ;פַּלְּטָה נַפְשִׁי, מֵרָשָׁע חַרְבֶּךָ                                                  | Lève-toi, Éternel, marche à sa rencontre, renverse-le ! Délivre-moi du méchant par ton glaive ! | Exsurge Domine praeveni eum et subplanta eum eripe animam meam ab impio frameam tuam |
| 14     | מִמְתִים יָדְךָ יְהוָה, מִמְתִים מֵחֶלֶד--חֶלְקָם בַּחַיִּים, וצפינך (וּצְפוּנְךָ) תְּמַלֵּא בִטְנָם:יִשְׂבְּעוּ בָנִים-- וְהִנִּיחוּ יִתְרָם, לְעוֹלְלֵיהֶם | Délivre-moi des hommes par ta main, Éternel, des hommes de ce monde ! Leur part est dans la vie, et tu remplis leur ventre de tes biens ; leurs enfants sont rassasiés, et ils laissent leur superflu à leurs petits-enfants. | Ab inimicis manus tuae Domine a paucis de terra divide eos in vita eorum de absconditis tuis adimpletus est venter eorum saturati sunt filiis et dimiserunt reliquias suas parvulis suis |
| 15     | אֲנִי--בְּצֶדֶק, אֶחֱזֶה פָנֶיךָ; אֶשְׂבְּעָה בְהָקִיץ, תְּמוּנָתֶךָ                                                            | Pour moi, dans mon innocence, je verrai ta face ; dès le réveil, je me rassasierai de ton image. | Ego autem in iustitia apparebo conspectui tuo satiabor cum apparuerit gloria tua |

## Usages liturgiques

### Dans le judaïsme
Le verset 2 du psaume 17 fait partie de la amidah de Rosh Hashanah, et le verset 8 se trouve dans le shema du lever et du coucher.

### Dans le christianisme

#### Chez les catholiques
Selon la règle de saint Benoît fixée vers 530, ce psaume était récité ou chanté lors de l'office de prime du vendredi.
Dans la liturgie des Heures actuelle, le psaume 17 est récité ou chanté à l’office du milieu du jour du mercredi de la première semaine.